# Rémy-Louis Leprêtre
Rémy-Louis Leprêtre OFM (* 28. August 1878 in Le Portel, Frankreich; † 10. Januar 1961) war ein römisch-katholischer Erzbischof und Diplomat des Heiligen Stuhls.

## Leben
Rémy-Louis Leprêtre trat der Ordensgemeinschaft der Franziskaner bei und empfing am 25. Juli 1903 das Sakrament der Priesterweihe.
Am 18. März 1936 ernannte ihn Papst Pius XI. zum Titularerzbischof von Rhusium und bestellte ihn zum Apostolischen Delegaten in Syrien. Der Apostolische Nuntius in Frankreich, Luigi Kardinal Maglione, spendete ihm am 12. Mai desselben Jahres die Bischofsweihe; Mitkonsekratoren waren der Apostolische Delegat in Indochina, Erzbischof Victor Colomban Dreyer OFM, und der Bischof von Arras, Henri-Édouard Dutoit.
Rémy-Louis Leprêtre trat am 7. Mai 1947 als Apostolischer Delegat in Syrien zurück.